# Pirshahbaz
Pirshahbaz (persan : پيرشهباز romanisé en Pīrshahbāz) est un village dans province du Khorasan-e Razavi, en Iran. Lors du recensement de 2006, sa population était de 164 habitants répartis dans 36 familles.